# Ana Monterroso de Lavalleja
Ana Micaela Monterroso de Lavalleja (Montevideo, 3 de septiembre de 1791 - Buenos Aires, 28 de marzo de 1858) fue una mujer nacida en la ciudad de San Felipe y Santiago de Montevideo, considerada por algunos historiadores como símbolo de las mujeres patriotas invisibilizadas de su época, que se entregaron a la causa revolucionaria. Tuvo un importante rol en la conformación de Uruguay como República. Estuvo casada con Juan Antonio Lavalleja.

## Vida y trayectoria

#### Familia
Familia de fundadores nació el 3 de septiembre de 1791 en Montevideo, bajo dominio español. Su madre Juana Bermúdez Artigas, era prima de José Artigas y de quien fuera el secretario de este, Miguel Barreiro Bermúdez. Su padre Marcos José da Porta Monterroso, gallego, era un importante comerciante y cabildante (alcalde de segundo voto) siendo Regidor de la Defensa de Pobres en el Cabildo de Montevideo.
Los Monterroso-Bermúdez tuvieron 6 hijos dónde Ana era la quinta y la última de las 3 mujeres y José Benito era el mayor de todos y fue el clérigo de la independencia y estrecho colaborador de José Artigas.
Niñez y juventud
Vivió su infancia en la casa familiar en la calle San Carlos (hoy Sarandí), a metros del Portón de San Pedro (entrada principal de la Ciudadela), y cercana al Cabildo y a la Iglesia Catedral.                                                                                                                     
Era su casa, un lugar donde siempre se apoyaron las causas independentistas. También era lugar de reunión de vecinos, y vecinas donde tertulias y charlas sobre los temas de actualidad. Las lecturas de libros traídos desde Europa, terminaban en  conversaciones sobre las nuevas ideas liberales y las noticias frescas de los periódicos de Buenos Aires. [cita requerida]
Con 14 años su juventud se vio sacudida por la invasión de los ingleses a Buenos Aires y a su Montevideo. La Ciudadela fue bombardeada desde el 21 enero al 3 de febrero de 1807. Muertes, saqueos, violaciones, expulsión de los vecinos de sus casas, y caos.

### En la época de la Revolución
En 1811 comienza en la Banda Oriental la Admirable Alarma del Grito de Asencio con el levantamiento de los paisanos en la campaña. José Artigas abandonó el Cuerpo de Blandengues y se incorporó a los revolucionarios. También en Casupá se incorpora al ejército patriota un joven baquiano de 26 años, conocido por su intrepidez y arrojo, llamado Juan Antonio Lavalleja.
Con 21 años Ana y toda su familia emigraron a Buenos Aires porque su padre fue expulsado de la Plaza Fuerte de Montevideo en mayo de 1812 por su simpatía con los patriotas.
  En junio de 1814, terminado el sitio a Montevideo, Ana y su familia regresan a la Banda Oriental. En 1815 falleció su padre y en 1817 falleció su madre.
  Ana con 26 años se traslada, junto con su hermana Juana, a Florida y se hacen cargo de los negocios y asuntos familiares.[cita requerida]
Matrimonio con Juan Antonio Lavalleja
El 21 de octubre de 1817, en Florida contrajo matrimonio por poder con Juan Antonio Lavalleja,  que fue representado por Fructuoso Rivera porque se encontraba luchando contra los invasores portugueses. La pareja pasó unos días en Florida y partieron  hacia Purificación, donde se encontraba el Cuartel General del Protector de los Pueblos Libres y su hermano José Benito.
Captura y prisión en Brasil

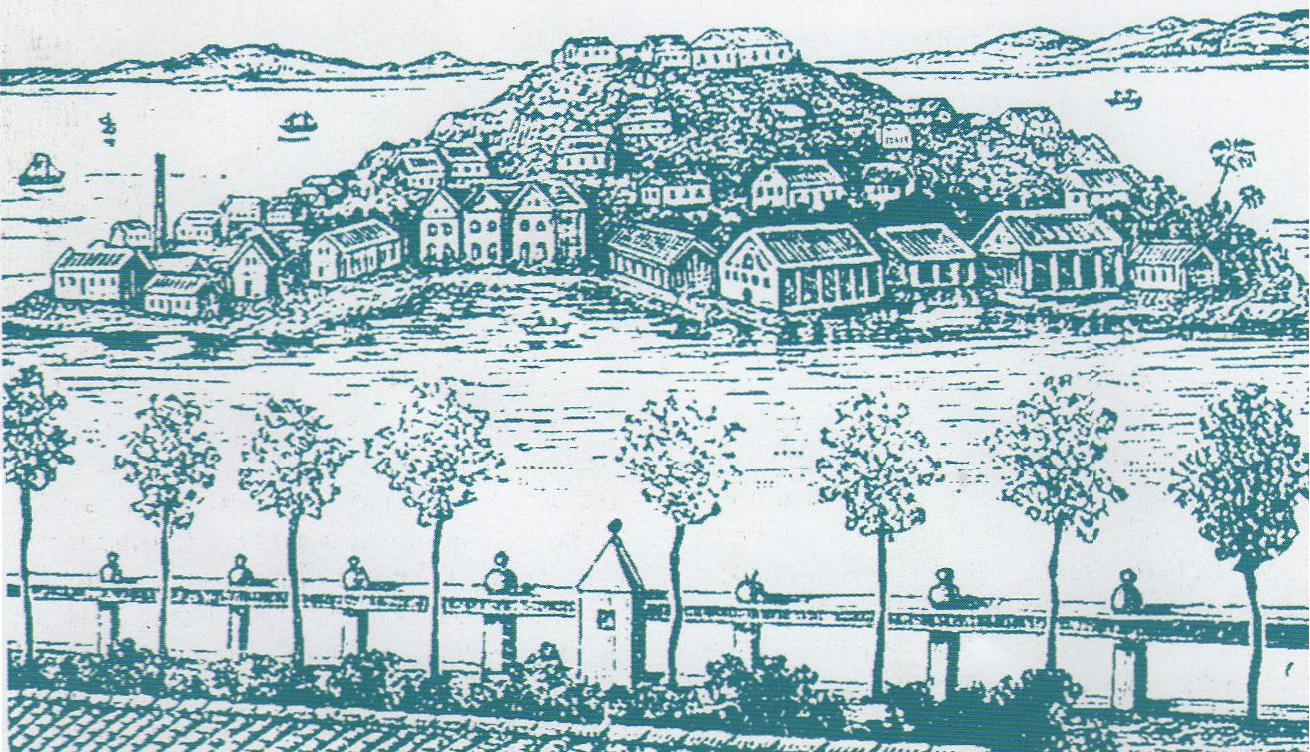
Antigua imagen de la Ilha das Cobras (Isla de las Cobras), ubicada al SO de la ciudad de Rio de Janeiro.

Lavalleja salió hacia Puntas del Valentín para resistir un avance portugués y en una maniobra atropellada fue capturado por los enemigos portugueses. Ana fue evacuada de Purificación hacia el Arroyo de la China (Concepción del Uruguay) por un avance de los lusitanos. Pero fueron también capturadas junto con su cuñada Francisca Lavalleja. Ana desesperada por no saber dónde se encontraba Lavalleja preso, le pidió al jefe de la escuadra lusitana Jacinto Roque de Sena Pereira que las condujese con su marido preso, quién accedió a transportarlas. La nave con los presos capturados y las prisioneras voluntarias son enviadas a Montevideo, y luego hacia Río de Janeiro a la cárcel de la Isla das Cobras.    
Durante los tres años de prisión de su esposo, Ana acompañó a su esposo, dando a luz el 13 de abril de 1819 a su primera hija Rosaura que falleció poco después, naciendo su segunda hija Elvira, el 3 de junio de 1820.  
Liberación de la prisión
En 1821 los cambios en las Cortes española y lusitana hacia el liberalismo, junto con la integración de la Cisplatina, fueron el marco para lograr que algunos prisioneros obtuvieran la libertad. Dice la historiadora Ana Frega Novales: "... el Embajador español en Río de Janeiro procuró la libertad de los prisioneros, ya fueran artiguistas o españolistas, que se hallaban en cárceles de Brasil. Puesto como condición el juramento de la Constitución de 1812, se fueron obteniendo libertades y pasaportes para retornar al Río de la Plata." y partieron en barco hacia Montevideo y Ana embarazada, dio a luz en pleno Río de la Plata a su tercer hijo (frente a la Isla de Lobos) que se llamó Egidio Juan Pedro el 3 julio de 1821.
La familia Lavalleja-Monterroso se trasladó a Rincón de Zamora en el Departamento de Tacuarembó, donde Juan Antonio administró una estancia. En 1822 Ana vuelve a Montevideo para ser madre de María Thomasa. 

### En la Cruzada Libertadora de 1825
Comenzaba a gestarse en la campaña a mediados de 1822 y en 1823, un alzamiento contra los portugueses, encabezado por varios caudillos patriotas, estando entre ellos Lavalleja. Estas iniciativas fracasaron.

Tras el fracaso Lavalleja viajó a Buenos Aires y arrendó el saladero de Pascual Costa en Buenos Aires,
como dice W. Reyes Abadie y A.Vázquez Romero: " …para distraer a los portugueses que observaban todos sus movimientos y dar empleo a sus compañeros de emigración". 
Fue el hogar de Ana y toda su familia y también punto de reunión de muchos patriotas orientales emigrados, como señala el historiador Alfredo Castellanos:
“...el número de participantes fue aumentando gradualmente hasta constituirse en el grupo de los "Treinta y Tres de la Cruzada" y dónde planearon un nuevo levantamiento en la Banda Oriental”
Ana se encargaba además de la economía del hogar y del comercio, de organizar un grupo de mujeres que realizan el apoyo logístico y reuniones de planificación, así como de pedir a Luis Ceferino de la Torre la confección de la bandera tricolor de la Cruzada. La inscripción “Libertad o Muerte” fue pintada por el pintor suizo Jean Philippe Goulu

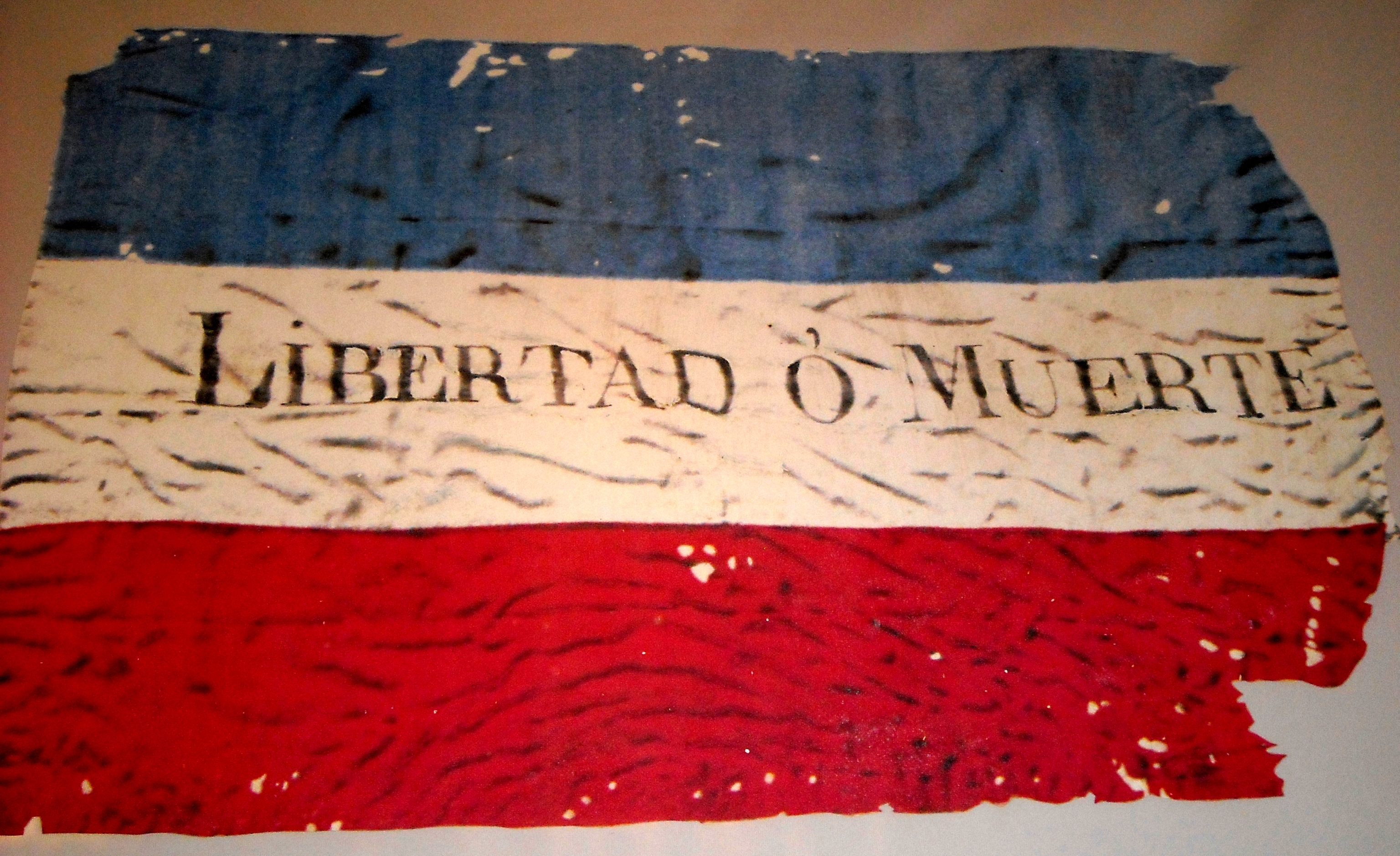
Reproducción fotográfica de la bandera original de los “Treinta y Tres Orientales”

Luego del cruce de la playa de la Agraciada la campaña de la Provincia Oriental se incendio con la segunda “admirable alarma” donde los patriotas salen de todas partes para liberarse del yugo extranjero.

El 2 de mayo de 1825, Lavalleja le envía una carta anunciando que había vencido a Rivera.
“No te puedo pintar cual fue la situación de aquel hombre cuando se vio entre mis manos, me suplicó le librase la vida...”
Además de contarle su alegría, le dio instrucciones para otros patriotas en Buenos Aires.
El 25 agosto en la Florida se declaró la Independencia de la Provincia Oriental y su unión a las Provincias Unidas.
Se designa el 19 de setiembre de 1825 a Juan Antonio Lavalleja Gobernador y Capitán General de la Provincia Oriental. El 12 de octubre de 1825, Ana da luz a su hija Anita y Lavalleja gana la batalla de Sarandí. En 1827 nació Juan Antonio.
En 1828 Lavalleja se trasladó a un cuartel en Cerro Largo. Ana continúa con actividades en la villa San Pedro del Durazno. Tiene reuniones con personajes políticos y asesores de su marido. Recibe al comisionado del ministro inglés en Río de Janeiro Mr. Fraser, que era portador de una carta del Sr. Gordón para Lavalleja. 
Se constituye la República Oriental
En 1830, luego de constituida la República Oriental del Uruguay, y siendo Lavalleja nombrado Gobernador Provisorio, Ana se traslada a Montevideo y compran una casa en la calle San Francisco (hoy Zabala, donde se encuentra el actual Museo Lavalleja).

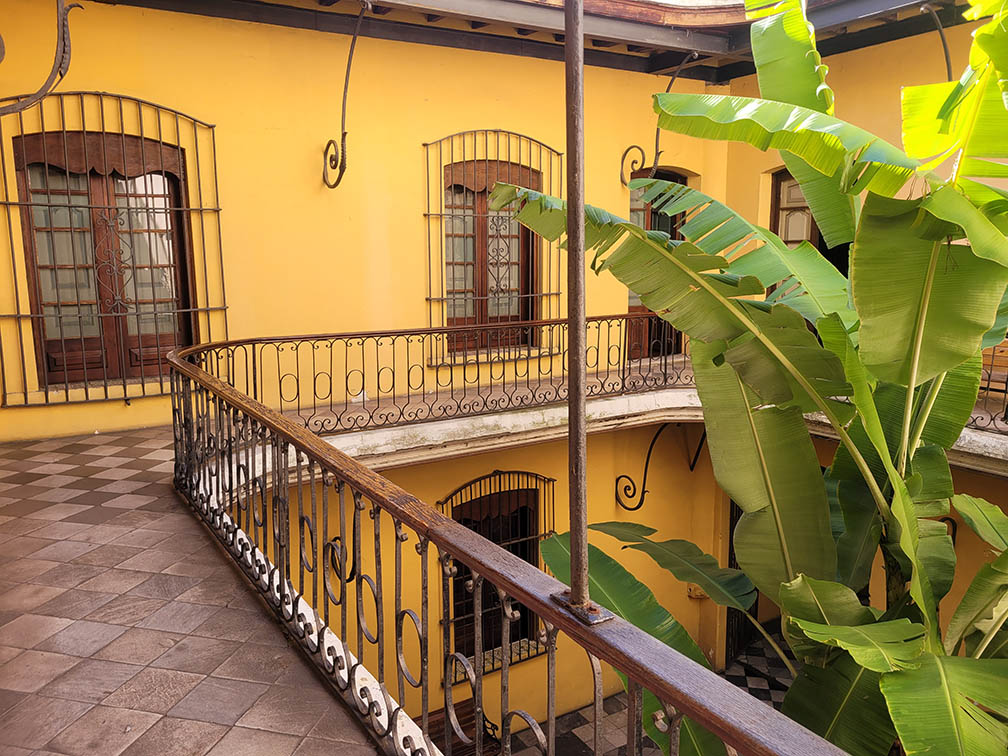
Casa Lavalleja-segundo piso

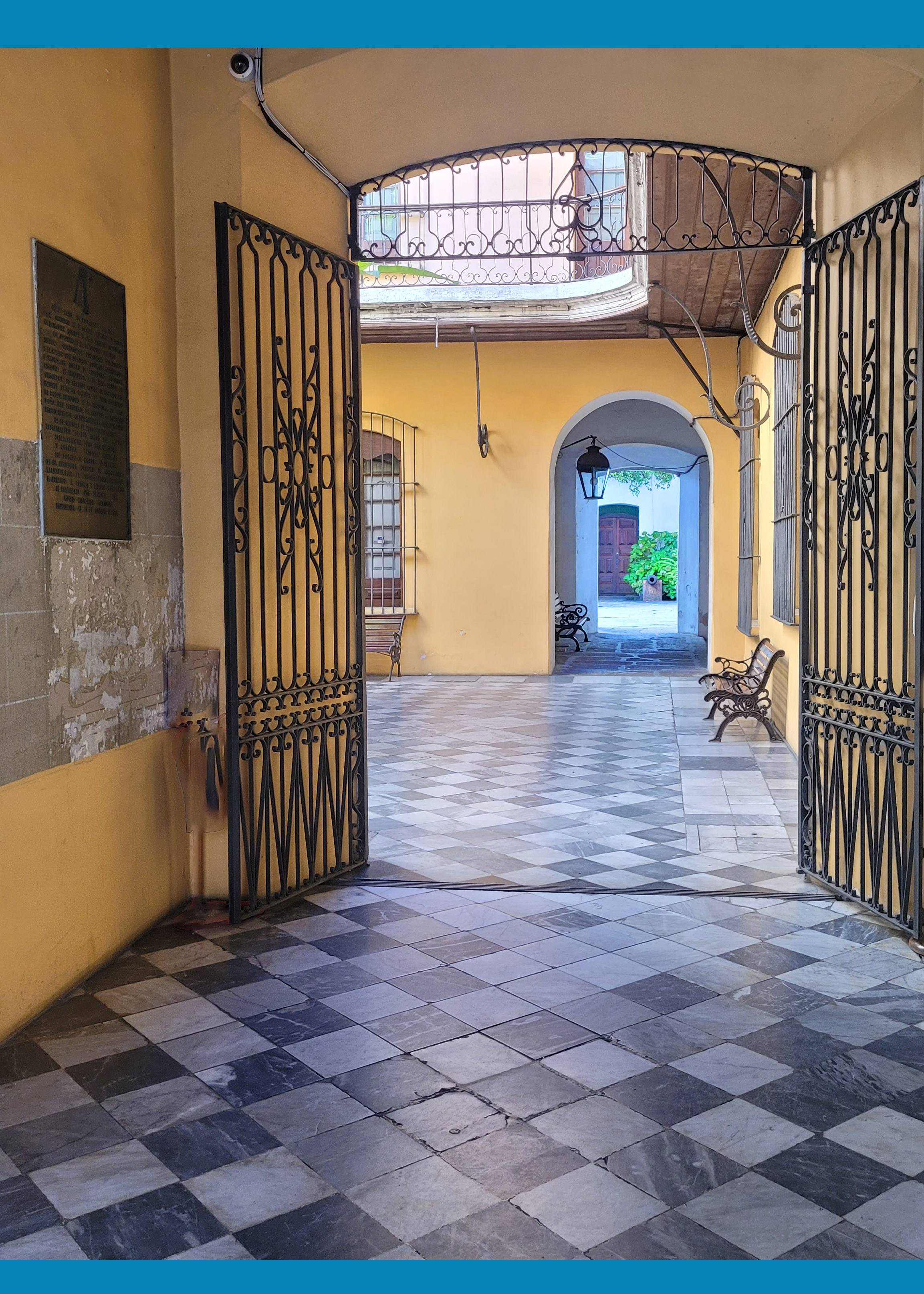
Entrada de la Casa de Lavalleja

A comienzos de 1830 nació Juana, quien falleciera a los 3 años de edad. El 7 de diciembre de 1830 nació Francisco. En 1832 dio a luz a dos hijos mellizos que morirían en el parto. También entre 1834 y 1840 (no hay datos precisos) nacen Adelina, Elvira y Constantino.
Trama conspiradora de 1832

En el Levantamiento de 1832 contra el gobierno de Rivera, Lavalleja es derrotado. Ana participó en una conspiración junto a un coronel argentino Manuel Olazábal (enviado por Rosas) para que el Batallón de Cazadores también se levantara en rebeldía. La participación política de Ana en este episodio fue manifiesta y notoria, ya que recibía y enviaba información a Lavalleja, organizaba reuniones con señoras, elaborando, ofreciendo compensaciones a quienes se integraran. También realizaba propaganda impresa llamando al levantamiento contra el gobierno de Rivera que firmada como “Ana Lavalleja”.
Al respecto dicen las historiadoras María del Carmen García de Terra y Rosario Quijano que:

..”el Pasquín de Dona Ana como lo llama Lucas Obes, documento que confirmaría la actuación política y el ascendiente militar que tuvo Ana y el prestigio de que gozó en algunos sectores, así como la importancia que debieron asignarle sus adversarios del momento” 
Fue detenida con 8 mujeres más, juzgada y encarcelada en su domicilio. Hubo destierros, derramamiento de sangre y confiscación de todos los bienes de los rebeldes. Rivera, por segunda vez le confiscó los bienes a la familia Lavalleja-Monterroso.
Ana desterrada
Con sus 8 hijos, Ana viaja a Rio Grande, Brasil donde se encontraría con su esposo. En 1836 los Lavalleja volvieron a la quinta del Miguelete en Montevideo y Juan Antonio se unió al ejército de Oribe (apoyado por Rosas). Venció en la Batalla de Carpintería. Pero fue derrotado en junio de 1838 en Palmar y en 1839 en Cagancha y se exilió en Brasil y luego en Buenos Aires. Ana fue a visitar y apoyar a su marido derrotado y enfermo.

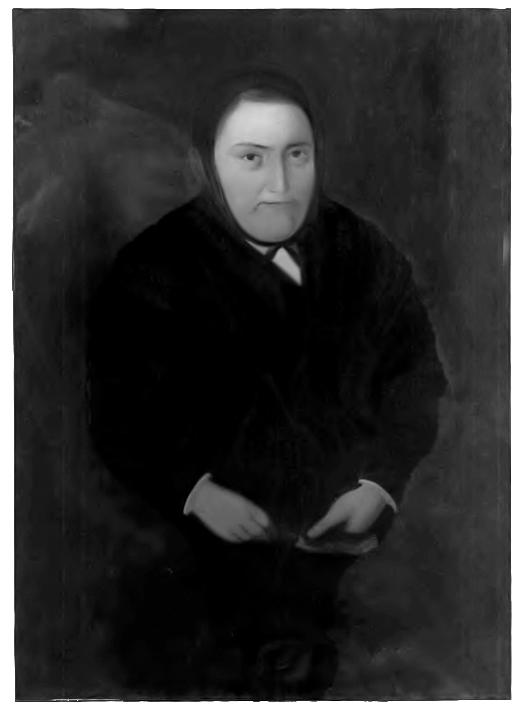
Ana Monterroso en 1855

Con 52 años y varios hijos por criar y educar Ana vivió junto a su cuñada Francisca muchas dificultades económicas. Recurrió a vender bienes y alquilar habitaciones de su casa de la calle San Francisco. Lavalleja (59 años) vivió con poca salud, en la quinta de Miguelete con sus hijos Juan y Constantino. Ana, a pesar del sitio de Montevideo de Oribe, visitaba regularmente a su esposo.
Durante la Guerra Grande hay escasas noticias de Ana. Tras la caída del Presidente Giró en septiembre de 1853, se nombró un Triunvirato que se integraría con Lavalleja, Venancio Flores y con Rivera para asumir el gobierno de la República. Lavalleja murió el 22 de octubre de 1853 en su despacho ejerciendo sus funciones, al mes de haber asumido. Rivera murió en el camino a causa de una tuberculosis y no llega a asumir.
Sobre los últimos años de Ana se sabe poco, murió el 30 de marzo de 1858, en Buenos Aires.

## Homenaje:
La ciudad de Montevideo en el barrio Cordón, tiene una calle que lleva su nombre.
Liceo N.º 2 de Colonia Nicolich del departamento de Canelones lleva su nombre.